# Bahnstrecke Wadi Halfa–Kerma
| |                   |                      |                      |
| Streckenlänge: | 327 km            |                      |                      |
| Spurweite: | 1067 mm (Kapspur) |                      |                      |
| |                   |                      |                      |
| \| \| 0 \| Anqasch (Wadi Halfa) \| Anqasch (Wadi Halfa) \| \| \| \| nach Wadi Halfa \| \| \| \| \| Gema \| \| \| \| \| Abka \| \| \| \| 54 \| Saras \| Saras \| \| \| 62 \| Murrat Wells \| Murrat Wells \| \| \| \| Semna \| \| \| \| 104 \| Ambigol Wells \| Ambigol Wells \| \| \| 140 \| Akascha \| Akascha \| \| \| 158,5 \| Ferket \| Ferket \| \| \| \| Mograkka \| \| \| \| 169,5 \| Koscha \| Koscha \| \| \| \| Ginnis \| \| \| \| \| Koya \| \| \| \| \| Sadinfanti \| \| \| \| \| Abu Sari \| \| \| \| 280 \| Delgo \| Delgo \| \| \| \| Kudayn \| \| \| \| \| Sabu \| \| \| \| 327 \| Kerma \| Kerma \| |                   |                      |                      |
| Kopfbahnhof Streckenanfang (Strecke außer Betrieb) | 0                 | Anqasch (Wadi Halfa) | Anqasch (Wadi Halfa) |
| Abzweig geradeaus, nach links und von links (Strecke außer Betrieb) |                   | nach Wadi Halfa      | nach Wadi Halfa      |
| Bahnhof (Strecke außer Betrieb) |                   | Gema                 | Gema                 |
| Bahnhof (Strecke außer Betrieb) |                   | Abka                 | Abka                 |
| Bahnhof (Strecke außer Betrieb) | 54                | Saras                | Saras                |
| Bahnhof (Strecke außer Betrieb) | 62                | Murrat Wells         | Murrat Wells         |
| Bahnhof (Strecke außer Betrieb) |                   | Semna                | Semna                |
| Bahnhof (Strecke außer Betrieb) | 104               | Ambigol Wells        | Ambigol Wells        |
| Bahnhof (Strecke außer Betrieb) | 140               | Akascha              | Akascha              |
| Bahnhof (Strecke außer Betrieb) | 158,5             | Ferket               | Ferket               |
| Bahnhof (Strecke außer Betrieb) |                   | Mograkka             | Mograkka             |
| Bahnhof (Strecke außer Betrieb) | 169,5             | Koscha               | Koscha               |
| Bahnhof (Strecke außer Betrieb) |                   | Ginnis               | Ginnis               |
| Bahnhof (Strecke außer Betrieb) |                   | Koya                 | Koya                 |
| Bahnhof (Strecke außer Betrieb) |                   | Sadinfanti           | Sadinfanti           |
| Bahnhof (Strecke außer Betrieb) |                   | Abu Sari             | Abu Sari             |
| Bahnhof (Strecke außer Betrieb) | 280               | Delgo                | Delgo                |
| Bahnhof (Strecke außer Betrieb) |                   | Kudayn               | Kudayn               |
| Bahnhof (Strecke außer Betrieb) |                   | Sabu                 | Sabu                 |
| Kopfbahnhof Streckenende (Strecke außer Betrieb) | 327               | Kerma                | Kerma                |

Die Bahnstrecke Wadi Halfa–Kerma war die erste Eisenbahnstrecke, die im Sudan gebaut wurde.

## Anlass
Die von der Natur vorgegebene zentrale Transportroute im Sudan ist der Nil. Er ist jedoch südlich von Assuan nicht durchgehend schiffbar, da ihn zwischen Khartum und Assuan sechs Katarakte unterbrechen. Für den Verkehr bedeutete dies jeweils eine kurze Strecke Landtransport und zweimaliges Umladen von und auf die Flussschiffe. Dieses Verfahren erhöhte die Transportkosten enorm und kostete viel Zeit.

## Bau
Die ägyptische Regierung nutzte deshalb die Ende des 19. Jahrhunderts zur Verfügung stehende Eisenbahntechnologie um diese Schwierigkeit zu überwinden und in den Sudan vorzustoßen. Am 15. Februar 1875 wurde von Wadi Halfa (Anqasch) aus der Bau einer Strecke in Kapspur begonnen, die auf dem rechten Flussufer den 2. und 3. Katarakt umfahren und bis Dongola geführt werden sollte. Ein erster Abschnitt ging 1877 in Betrieb. Das Projekt mussten wegen Geldmangel nach etwa 200 km eingestellt werden. Die Arbeiten wurden von den Briten übernommen, aber aufgrund der politischen Situation und dem Tod des Generals Charles George Gordon 1885 erneut eingestellt. Erst der Krieg der Briten gegen die Mahdisten führte ab dem Ende des Jahres 1896 dazu, dass die Arbeiten wieder aufgenommen und die Strecke 1897 bis Kerma fertiggestellt wurde. Gegenüber der ursprünglichen Planung wurden Dongola nie erreicht.

## Ende
Aus dem gleichen Anlass, der auch zum Weiterbau der Bahn nach Kerma führte, nämlich dem Krieg der Briten gegen die Mahdisten, wurde auch die Bahnstrecke Wadi Halfa–Khartum als Nachschubweg für die im Sudan vorrückenden britischen Truppen von Wadi Halfa aus in südöstlicher Richtung vorangetrieben. Sie umging den zweiten bis sechsten Katarakt des Nils, erreichte Ende 1899 Khartum und wurde in voller Länge am 4. Januar 1900 eröffnet. Damit wurde die Funktion der Bahnstrecke Wadi Halfa–Kerma weitgehend entwertet, die ja nur zwei Katarakte umfuhr. Der Quellverkehr aus dem von ihr durchfahrenen Abschnitt des Niltales war zu gering, um den Betrieb ökonomisch zu rechtfertigen. Diese Strecke wurde deshalb schon zum Jahresende 1904 wieder aufgegeben und stillgelegt.